# The Woods (Sleater-Kinney)
The Woods è il settimo album in studio del gruppo rock statunitense Sleater-Kinney, pubblicato nel 2005.

## Tracce
1. The Fox – 3:25
2. Wilderness – 3:40
3. What's Mine Is Yours – 4:58
4. Jumpers – 4:24
5. Modern Girl – 3:01
6. Entertain – 4:55
7. Rollercoaster – 4:55
8. Steep Air – 4:04
9. Let's Call It Love – 11:01
10. Night Light – 3:40

## Formazione
- Carrie Brownstein - chitarra, voce
- Corin Tucker - voce, chitarra
- Janet Weiss - batteria, cori